# Lista di asteroidi (245001-246000)
Di seguito una lista di asteroidi dal numero 245001 al 246000 con data di scoperta e scopritore.

## 245001-245100
| Nome     | Designazione provvisoria | Data di scoperta | Scopritore           |
| -------- | ------------------------ | ---------------- | -------------------- |
| 245001 - | 2004 CQ29                | 12 febbraio 2004 | Spacewatch           |
| 245002 - | 2004 CE34                | 13 febbraio 2004 | Spacewatch           |
| 245003 - | 2004 CR44                | 13 febbraio 2004 | Spacewatch           |
| 245004 - | 2004 CN50                | 14 febbraio 2004 | NEAT                 |
| 245005 - | 2004 CK53                | 11 febbraio 2004 | NEAT                 |
| 245006 - | 2004 CX56                | 10 febbraio 2004 | NEAT                 |
| 245007 - | 2004 CV72                | 13 febbraio 2004 | Spacewatch           |
| 245008 - | 2004 CQ76                | 11 febbraio 2004 | NEAT                 |
| 245009 - | 2004 CP85                | 14 febbraio 2004 | Spacewatch           |
| 245010 - | 2004 CY95                | 14 febbraio 2004 | Spacewatch           |
| 245011 - | 2004 CM107               | 14 febbraio 2004 | Spacewatch           |
| 245012 - | 2004 CR107               | 14 febbraio 2004 | Spacewatch           |
| 245013 - | 2004 CJ108               | 15 febbraio 2004 | LINEAR               |
| 245014 - | 2004 CU111               | 14 febbraio 2004 | Spacewatch           |
| 245015 - | 2004 CB115               | 14 febbraio 2004 | LINEAR               |
| 245016 - | 2004 DH10                | 18 febbraio 2004 | Yeung, W. K. Y.      |
| 245017 - | 2004 DM39                | 22 febbraio 2004 | Spacewatch           |
| 245018 - | 2004 DL51                | 23 febbraio 2004 | LINEAR               |
| 245019 - | 2004 DP59                | 25 febbraio 2004 | Yeung, W. K. Y.      |
| 245020 - | 2004 DQ61                | 26 febbraio 2004 | LINEAR               |
| 245021 - | 2004 DN62                | 23 febbraio 2004 | LINEAR               |
| 245022 - | 2004 DB66                | 23 febbraio 2004 | LINEAR               |
| 245023 - | 2004 DB69                | 26 febbraio 2004 | Buie, M. W.          |
| 245024 - | 2004 EV3                 | 10 marzo 2004    | NEAT                 |
| 245025 - | 2004 EL10                | 14 marzo 2004    | Spacewatch           |
| 245026 - | 2004 EG12                | 11 marzo 2004    | NEAT                 |
| 245027 - | 2004 EQ13                | 11 marzo 2004    | NEAT                 |
| 245028 - | 2004 EM17                | 12 marzo 2004    | NEAT                 |
| 245029 - | 2004 EX21                | 15 marzo 2004    | Yeung, W. K. Y.      |
| 245030 - | 2004 EH23                | 15 marzo 2004    | LINEAR               |
| 245031 - | 2004 EE45                | 15 marzo 2004    | Spacewatch           |
| 245032 - | 2004 EB52                | 15 marzo 2004    | Spacewatch           |
| 245033 - | 2004 EB56                | 14 marzo 2004    | NEAT                 |
| 245034 - | 2004 EE58                | 15 marzo 2004    | CSS                  |
| 245035 - | 2004 EK63                | 13 marzo 2004    | NEAT                 |
| 245036 - | 2004 EM69                | 15 marzo 2004    | Spacewatch           |
| 245037 - | 2004 EB75                | 14 marzo 2004    | Spacewatch           |
| 245038 - | 2004 EL76                | 15 marzo 2004    | Spacewatch           |
| 245039 - | 2004 EM77                | 15 marzo 2004    | LINEAR               |
| 245040 - | 2004 EZ80                | 15 marzo 2004    | LINEAR               |
| 245041 - | 2004 EK87                | 14 marzo 2004    | Spacewatch           |
| 245042 - | 2004 FZ19                | 16 marzo 2004    | LINEAR               |
| 245043 - | 2004 FD20                | 16 marzo 2004    | LINEAR               |
| 245044 - | 2004 FU24                | 17 marzo 2004    | LINEAR               |
| 245045 - | 2004 FQ26                | 17 marzo 2004    | Spacewatch           |
| 245046 - | 2004 FT31                | 30 marzo 2004    | LINEAR               |
| 245047 - | 2004 FN46                | 17 marzo 2004    | LINEAR               |
| 245048 - | 2004 FL69                | 16 marzo 2004    | Spacewatch           |
| 245049 - | 2004 FU71                | 17 marzo 2004    | Spacewatch           |
| 245050 - | 2004 FA79                | 19 marzo 2004    | Spacewatch           |
| 245051 - | 2004 FK80                | 22 marzo 2004    | LINEAR               |
| 245052 - | 2004 FO85                | 18 marzo 2004    | Spacewatch           |
| 245053 - | 2004 FT91                | 22 marzo 2004    | LINEAR               |
| 245054 - | 2004 FW97                | 23 marzo 2004    | LINEAR               |
| 245055 - | 2004 FS98                | 19 marzo 2004    | LINEAR               |
| 245056 - | 2004 FN107               | 20 marzo 2004    | LINEAR               |
| 245057 - | 2004 FW129               | 20 marzo 2004    | LINEAR               |
| 245058 - | 2004 FL132               | 23 marzo 2004    | Spacewatch           |
| 245059 - | 2004 FS133               | 24 marzo 2004    | CSS                  |
| 245060 - | 2004 FF147               | 28 marzo 2004    | LONEOS               |
| 245061 - | 2004 FN148               | 29 marzo 2004    | LINEAR               |
| 245062 - | 2004 GF3                 | 9 aprile 2004    | Siding Spring Survey |
| 245063 - | 2004 GD5                 | 11 aprile 2004   | NEAT                 |
| 245064 - | 2004 GL7                 | 12 aprile 2004   | Spacewatch           |
| 245065 - | 2004 GV10                | 13 aprile 2004   | Spacewatch           |
| 245066 - | 2004 GG12                | 9 aprile 2004    | Siding Spring Survey |
| 245067 - | 2004 GX21                | 12 aprile 2004   | CSS                  |
| 245068 - | 2004 GY39                | 15 aprile 2004   | Siding Spring Survey |
| 245069 - | 2004 GG53                | 13 aprile 2004   | Spacewatch           |
| 245070 - | 2004 GA57                | 14 aprile 2004   | Spacewatch           |
| 245071 - | 2004 GX58                | 15 aprile 2004   | LONEOS               |
| 245072 - | 2004 GR59                | 13 aprile 2004   | Spacewatch           |
| 245073 - | 2004 GS77                | 15 aprile 2004   | LINEAR               |
| 245074 - | 2004 HJ                  | 16 aprile 2004   | LINEAR               |
| 245075 - | 2004 HB12                | 19 aprile 2004   | LINEAR               |
| 245076 - | 2004 HC64                | 25 aprile 2004   | Spacewatch           |
| 245077 - | 2004 JV1                 | 10 maggio 2004   | Broughton, J.        |
| 245078 - | 2004 JU36                | 13 maggio 2004   | Spacewatch           |
| 245079 - | 2004 JD42                | 15 maggio 2004   | Siding Spring Survey |
| 245080 - | 2004 LN4                 | 11 giugno 2004   | LINEAR               |
| 245081 - | 2004 MK6                 | 20 giugno 2004   | LINEAR               |
| 245082 - | 2004 NY10                | 10 luglio 2004   | CSS                  |
| 245083 - | 2004 NK14                | 11 luglio 2004   | LINEAR               |
| 245084 - | 2004 NV28                | 14 luglio 2004   | LINEAR               |
| 245085 - | 2004 OV6                 | 16 luglio 2004   | LINEAR               |
| 245086 - | 2004 OL11                | 25 luglio 2004   | LONEOS               |
| 245087 - | 2004 PU                  | 6 agosto 2004    | NEAT                 |
| 245088 - | 2004 PJ7                 | 6 agosto 2004    | NEAT                 |
| 245089 - | 2004 PZ8                 | 6 agosto 2004    | NEAT                 |
| 245090 - | 2004 PB9                 | 6 agosto 2004    | NEAT                 |
| 245091 - | 2004 PA12                | 7 agosto 2004    | NEAT                 |
| 245092 - | 2004 PA14                | 7 agosto 2004    | NEAT                 |
| 245093 - | 2004 PC24                | 8 agosto 2004    | LINEAR               |
| 245094 - | 2004 PT25                | 8 agosto 2004    | LINEAR               |
| 245095 - | 2004 PY25                | 8 agosto 2004    | LINEAR               |
| 245096 - | 2004 PF27                | 8 agosto 2004    | Broughton, J.        |
| 245097 - | 2004 PD33                | 8 agosto 2004    | LINEAR               |
| 245098 - | 2004 PN34                | 8 agosto 2004    | LONEOS               |
| 245099 - | 2004 PQ37                | 9 agosto 2004    | LINEAR               |
| 245100 - | 2004 PY38                | 9 agosto 2004    | LONEOS               |

## 245101-245200
| Nome                 | Designazione provvisoria | Data di scoperta  | Scopritore              |
| -------------------- | ------------------------ | ----------------- | ----------------------- |
| 245101 -             | 2004 PS39                | 9 agosto 2004     | LONEOS                  |
| 245102 -             | 2004 PL40                | 9 agosto 2004     | LINEAR                  |
| 245103 -             | 2004 PW58                | 9 agosto 2004     | LINEAR                  |
| 245104 -             | 2004 PF59                | 9 agosto 2004     | LINEAR                  |
| 245105 -             | 2004 PB65                | 10 agosto 2004    | LINEAR                  |
| 245106 -             | 2004 PL70                | 7 agosto 2004     | CINEOS                  |
| 245107 -             | 2004 PG79                | 9 agosto 2004     | LINEAR                  |
| 245108 -             | 2004 PY80                | 10 agosto 2004    | LINEAR                  |
| 245109 -             | 2004 PR89                | 10 agosto 2004    | CINEOS                  |
| 245110 -             | 2004 PO97                | 15 agosto 2004    | Pla D'Arguines          |
| 245111 -             | 2004 PM98                | 8 agosto 2004     | LINEAR                  |
| 245112 -             | 2004 PE101               | 11 agosto 2004    | LINEAR                  |
| 245113 -             | 2004 PD114               | 15 agosto 2004    | NEAT                    |
| 245114 -             | 2004 PJ114               | 8 agosto 2004     | NEAT                    |
| 245115 -             | 2004 QO12                | 21 agosto 2004    | Siding Spring Survey    |
| 245116 -             | 2004 QY12                | 21 agosto 2004    | Siding Spring Survey    |
| 245117 -             | 2004 QN14                | 21 agosto 2004    | CSS                     |
| 245118 -             | 2004 QG18                | 20 agosto 2004    | LINEAR                  |
| 245119 -             | 2004 QS20                | 20 agosto 2004    | CSS                     |
| 245120 -             | 2004 QP21                | 23 agosto 2004    | Spacewatch              |
| 245121 -             | 2004 QX27                | 16 agosto 2004    | NEAT                    |
| 245122 -             | 2004 RG6                 | 4 settembre 2004  | NEAT                    |
| 245123 -             | 2004 RE18                | 7 settembre 2004  | LINEAR                  |
| 245124 -             | 2004 RN47                | 8 settembre 2004  | LINEAR                  |
| 245125 -             | 2004 RQ52                | 8 settembre 2004  | LINEAR                  |
| 245126 -             | 2004 RJ57                | 8 settembre 2004  | LINEAR                  |
| 245127 -             | 2004 RD65                | 8 settembre 2004  | LINEAR                  |
| 245128 -             | 2004 RE66                | 8 settembre 2004  | LINEAR                  |
| 245129 -             | 2004 RR68                | 8 settembre 2004  | LINEAR                  |
| 245130 -             | 2004 RB76                | 8 settembre 2004  | LINEAR                  |
| 245131 -             | 2004 RD78                | 8 settembre 2004  | LINEAR                  |
| 245132 -             | 2004 RV88                | 8 settembre 2004  | LINEAR                  |
| 245133 -             | 2004 RL94                | 8 settembre 2004  | LINEAR                  |
| 245134 -             | 2004 RT95                | 8 settembre 2004  | LINEAR                  |
| 245135 -             | 2004 RP104               | 8 settembre 2004  | NEAT                    |
| 245136 -             | 2004 RJ106               | 8 settembre 2004  | NEAT                    |
| 245137 -             | 2004 RY106               | 9 settembre 2004  | LINEAR                  |
| 245138 -             | 2004 RU172               | 9 settembre 2004  | Spacewatch              |
| 245139 -             | 2004 RQ214               | 11 settembre 2004 | LINEAR                  |
| 245140 -             | 2004 RX237               | 10 settembre 2004 | Spacewatch              |
| 245141 -             | 2004 RM248               | 12 settembre 2004 | LINEAR                  |
| 245142 -             | 2004 RQ257               | 9 settembre 2004  | LONEOS                  |
| 245143 -             | 2004 RR257               | 9 settembre 2004  | LONEOS                  |
| 245144 -             | 2004 RB288               | 15 settembre 2004 | Yeung, W. K. Y.         |
| 245145 -             | 2004 RW291               | 10 settembre 2004 | LINEAR                  |
| 245146 -             | 2004 RV311               | 14 settembre 2004 | LINEAR                  |
| 245147 -             | 2004 RS319               | 13 settembre 2004 | LINEAR                  |
| 245148 -             | 2004 RJ329               | 15 settembre 2004 | LONEOS                  |
| 245149 -             | 2004 RZ331               | 14 settembre 2004 | NEAT                    |
| 245150 -             | 2004 RM332               | 14 settembre 2004 | NEAT                    |
| 245151 -             | 2004 RG339               | 15 settembre 2004 | Spacewatch              |
| 245152 -             | 2004 RP341               | 7 settembre 2004  | LINEAR                  |
| 245153 -             | 2004 SJ13                | 17 settembre 2004 | LINEAR                  |
| 245154 -             | 2004 SO15                | 17 settembre 2004 | LONEOS                  |
| 245155 -             | 2004 SC17                | 17 settembre 2004 | LONEOS                  |
| 245156 -             | 2004 SH41                | 17 settembre 2004 | Spacewatch              |
| 245157 -             | 2004 TK3                 | 4 ottobre 2004    | Spacewatch              |
| 245158 Thomasandrews | 2004 TU18                | 13 ottobre 2004   | Glinos, T., Levy, D. H. |
| 245159 -             | 2004 TM29                | 4 ottobre 2004    | Spacewatch              |
| 245160 -             | 2004 TG41                | 4 ottobre 2004    | LONEOS                  |
| 245161 -             | 2004 TY42                | 4 ottobre 2004    | Spacewatch              |
| 245162 -             | 2004 TO55                | 4 ottobre 2004    | Spacewatch              |
| 245163 -             | 2004 TW89                | 5 ottobre 2004    | NEAT                    |
| 245164 -             | 2004 TC90                | 5 ottobre 2004    | Spacewatch              |
| 245165 -             | 2004 TA97                | 5 ottobre 2004    | Spacewatch              |
| 245166 -             | 2004 TB101               | 6 ottobre 2004    | Spacewatch              |
| 245167 -             | 2004 TR103               | 7 ottobre 2004    | Spacewatch              |
| 245168 -             | 2004 TE104               | 7 ottobre 2004    | Spacewatch              |
| 245169 -             | 2004 TE109               | 7 ottobre 2004    | LONEOS                  |
| 245170 -             | 2004 TE116               | 4 ottobre 2004    | Apache Point            |
| 245171 -             | 2004 TM116               | 4 ottobre 2004    | LONEOS                  |
| 245172 -             | 2004 TU124               | 7 ottobre 2004    | LINEAR                  |
| 245173 -             | 2004 TA135               | 8 ottobre 2004    | LONEOS                  |
| 245174 -             | 2004 TO135               | 8 ottobre 2004    | LONEOS                  |
| 245175 -             | 2004 TL136               | 8 ottobre 2004    | LONEOS                  |
| 245176 -             | 2004 TO136               | 8 ottobre 2004    | LONEOS                  |
| 245177 -             | 2004 TD138               | 8 ottobre 2004    | NEAT                    |
| 245178 -             | 2004 TW143               | 4 ottobre 2004    | Spacewatch              |
| 245179 -             | 2004 TZ172               | 8 ottobre 2004    | LINEAR                  |
| 245180 -             | 2004 TQ173               | 8 ottobre 2004    | LINEAR                  |
| 245181 -             | 2004 TD176               | 9 ottobre 2004    | LINEAR                  |
| 245182 -             | 2004 TM190               | 7 ottobre 2004    | Spacewatch              |
| 245183 -             | 2004 TP210               | 8 ottobre 2004    | Spacewatch              |
| 245184 -             | 2004 TD239               | 9 ottobre 2004    | Spacewatch              |
| 245185 -             | 2004 TA247               | 7 ottobre 2004    | LINEAR                  |
| 245186 -             | 2004 TW255               | 9 ottobre 2004    | LINEAR                  |
| 245187 -             | 2004 TN266               | 9 ottobre 2004    | Spacewatch              |
| 245188 -             | 2004 TD273               | 9 ottobre 2004    | Spacewatch              |
| 245189 -             | 2004 TV273               | 9 ottobre 2004    | Spacewatch              |
| 245190 -             | 2004 TA283               | 7 ottobre 2004    | LONEOS                  |
| 245191 -             | 2004 TN287               | 9 ottobre 2004    | LINEAR                  |
| 245192 -             | 2004 TA288               | 9 ottobre 2004    | Spacewatch              |
| 245193 -             | 2004 TB299               | 13 ottobre 2004   | Spacewatch              |
| 245194 -             | 2004 TQ301               | 8 ottobre 2004    | LONEOS                  |
| 245195 -             | 2004 TP304               | 10 ottobre 2004   | Spacewatch              |
| 245196 -             | 2004 TA325               | 12 ottobre 2004   | Spacewatch              |
| 245197 -             | 2004 TC332               | 9 ottobre 2004    | Spacewatch              |
| 245198 -             | 2004 TN340               | 13 ottobre 2004   | LONEOS                  |
| 245199 -             | 2004 TO366               | 7 ottobre 2004    | LINEAR                  |
| 245200 -             | 2004 UJ2                 | 18 ottobre 2004   | LINEAR                  |

## 245201-245300
| Nome     | Designazione provvisoria | Data di scoperta | Scopritore                  |
| -------- | ------------------------ | ---------------- | --------------------------- |
| 245201 - | 2004 UQ4                 | 16 ottobre 2004  | LINEAR                      |
| 245202 - | 2004 UG9                 | 23 ottobre 2004  | LINEAR                      |
| 245203 - | 2004 VL5                 | 3 novembre 2004  | LONEOS                      |
| 245204 - | 2004 VG6                 | 3 novembre 2004  | Spacewatch                  |
| 245205 - | 2004 VT15                | 1 novembre 2004  | NEAT                        |
| 245206 - | 2004 VT24                | 4 novembre 2004  | LONEOS                      |
| 245207 - | 2004 VZ25                | 4 novembre 2004  | CSS                         |
| 245208 - | 2004 VO38                | 4 novembre 2004  | Spacewatch                  |
| 245209 - | 2004 VZ52                | 4 novembre 2004  | CSS                         |
| 245210 - | 2004 VL57                | 5 novembre 2004  | NEAT                        |
| 245211 - | 2004 VY57                | 7 novembre 2004  | LINEAR                      |
| 245212 - | 2004 VF72                | 10 novembre 2004 | Spacewatch                  |
| 245213 - | 2004 VA96                | 11 novembre 2004 | LONEOS                      |
| 245214 - | 2004 WZ8                 | 19 novembre 2004 | LINEAR                      |
| 245215 - | 2004 WW9                 | 16 novembre 2004 | Siding Spring Survey        |
| 245216 - | 2004 XG5                 | 2 dicembre 2004  | CSS                         |
| 245217 - | 2004 XL19                | 8 dicembre 2004  | LINEAR                      |
| 245218 - | 2004 XN20                | 8 dicembre 2004  | LINEAR                      |
| 245219 - | 2004 XU20                | 8 dicembre 2004  | LINEAR                      |
| 245220 - | 2004 XY21                | 8 dicembre 2004  | LINEAR                      |
| 245221 - | 2004 XJ28                | 10 dicembre 2004 | CSS                         |
| 245222 - | 2004 XW37                | 7 dicembre 2004  | LINEAR                      |
| 245223 - | 2004 XC45                | 10 dicembre 2004 | LINEAR                      |
| 245224 - | 2004 XF53                | 10 dicembre 2004 | Spacewatch                  |
| 245225 - | 2004 XV77                | 10 dicembre 2004 | LINEAR                      |
| 245226 - | 2004 XM88                | 10 dicembre 2004 | LINEAR                      |
| 245227 - | 2004 XH98                | 11 dicembre 2004 | Spacewatch                  |
| 245228 - | 2004 XD100               | 12 dicembre 2004 | Spacewatch                  |
| 245229 - | 2004 XF100               | 12 dicembre 2004 | Spacewatch                  |
| 245230 - | 2004 XL106               | 11 dicembre 2004 | LINEAR                      |
| 245231 - | 2004 XL113               | 10 dicembre 2004 | Spacewatch                  |
| 245232 - | 2004 XH119               | 12 dicembre 2004 | Spacewatch                  |
| 245233 - | 2004 XF126               | 12 dicembre 2004 | LINEAR                      |
| 245234 - | 2004 XM126               | 13 dicembre 2004 | Spacewatch                  |
| 245235 - | 2004 XK129               | 14 dicembre 2004 | CSS                         |
| 245236 - | 2004 XL130               | 9 dicembre 2004  | CSS                         |
| 245237 - | 2004 XW132               | 14 dicembre 2004 | CSS                         |
| 245238 - | 2004 XW134               | 15 dicembre 2004 | LINEAR                      |
| 245239 - | 2004 XL141               | 14 dicembre 2004 | LINEAR                      |
| 245240 - | 2004 XM146               | 14 dicembre 2004 | LINEAR                      |
| 245241 - | 2004 XC160               | 14 dicembre 2004 | Spacewatch                  |
| 245242 - | 2004 XF162               | 15 dicembre 2004 | LINEAR                      |
| 245243 - | 2004 XU162               | 15 dicembre 2004 | LINEAR                      |
| 245244 - | 2004 XF163               | 15 dicembre 2004 | Spacewatch                  |
| 245245 - | 2004 XG163               | 15 dicembre 2004 | CSS                         |
| 245246 - | 2004 XD186               | 14 dicembre 2004 | Spacewatch                  |
| 245247 - | 2004 YP                  | 17 dicembre 2004 | LINEAR                      |
| 245248 - | 2004 YZ                  | 16 dicembre 2004 | CSS                         |
| 245249 - | 2004 YT1                 | 18 dicembre 2004 | LINEAR                      |
| 245250 - | 2004 YG3                 | 16 dicembre 2004 | LONEOS                      |
| 245251 - | 2004 YH4                 | 16 dicembre 2004 | Spacewatch                  |
| 245252 - | 2004 YZ26                | 19 dicembre 2004 | Mount Lemmon Survey         |
| 245253 - | 2004 YC31                | 18 dicembre 2004 | LINEAR                      |
| 245254 - | 2004 YE33                | 16 dicembre 2004 | LONEOS                      |
| 245255 - | 2005 AU1                 | 1 gennaio 2005   | CSS                         |
| 245256 - | 2005 AW7                 | 6 gennaio 2005   | CSS                         |
| 245257 - | 2005 AG8                 | 6 gennaio 2005   | CSS                         |
| 245258 - | 2005 AM14                | 7 gennaio 2005   | LINEAR                      |
| 245259 - | 2005 AL16                | 6 gennaio 2005   | LINEAR                      |
| 245260 - | 2005 AM18                | 6 gennaio 2005   | CSS                         |
| 245261 - | 2005 AX21                | 6 gennaio 2005   | CSS                         |
| 245262 - | 2005 AA26                | 11 gennaio 2005  | LINEAR                      |
| 245263 - | 2005 AH29                | 14 gennaio 2005  | Uppsala-DLR Asteroid Survey |
| 245264 - | 2005 AC43                | 15 gennaio 2005  | LINEAR                      |
| 245265 - | 2005 AT45                | 15 gennaio 2005  | LINEAR                      |
| 245266 - | 2005 AF54                | 13 gennaio 2005  | Spacewatch                  |
| 245267 - | 2005 AW56                | 15 gennaio 2005  | CSS                         |
| 245268 - | 2005 AB58                | 15 gennaio 2005  | CSS                         |
| 245269 - | 2005 AP61                | 15 gennaio 2005  | Spacewatch                  |
| 245270 - | 2005 AX61                | 15 gennaio 2005  | Spacewatch                  |
| 245271 - | 2005 AE82                | 9 gennaio 2005   | Uppsala-DLR Asteroid Survey |
| 245272 - | 2005 BJ                  | 16 gennaio 2005  | Yeung, W. K. Y.             |
| 245273 - | 2005 BQ                  | 16 gennaio 2005  | Yeung, W. K. Y.             |
| 245274 - | 2005 BQ5                 | 16 gennaio 2005  | LINEAR                      |
| 245275 - | 2005 BQ10                | 16 gennaio 2005  | Spacewatch                  |
| 245276 - | 2005 BG18                | 16 gennaio 2005  | LINEAR                      |
| 245277 - | 2005 BK19                | 16 gennaio 2005  | LINEAR                      |
| 245278 - | 2005 BR24                | 17 gennaio 2005  | LINEAR                      |
| 245279 - | 2005 BZ32                | 16 gennaio 2005  | Veillet, C.                 |
| 245280 - | 2005 BK48                | 17 gennaio 2005  | Boattini, A., Scholl, H.    |
| 245281 - | 2005 CY1                 | 1 febbraio 2005  | NEAT                        |
| 245282 - | 2005 CR2                 | 1 febbraio 2005  | CSS                         |
| 245283 - | 2005 CS7                 | 3 febbraio 2005  | NEAT                        |
| 245284 - | 2005 CT8                 | 1 febbraio 2005  | Spacewatch                  |
| 245285 - | 2005 CZ8                 | 1 febbraio 2005  | CSS                         |
| 245286 - | 2005 CV10                | 1 febbraio 2005  | Spacewatch                  |
| 245287 - | 2005 CV17                | 2 febbraio 2005  | LINEAR                      |
| 245288 - | 2005 CF19                | 2 febbraio 2005  | CSS                         |
| 245289 - | 2005 CY26                | 1 febbraio 2005  | CSS                         |
| 245290 - | 2005 CB29                | 1 febbraio 2005  | Spacewatch                  |
| 245291 - | 2005 CD43                | 2 febbraio 2005  | LINEAR                      |
| 245292 - | 2005 CU46                | 2 febbraio 2005  | Spacewatch                  |
| 245293 - | 2005 CF53                | 3 febbraio 2005  | LINEAR                      |
| 245294 - | 2005 CL63                | 9 febbraio 2005  | LONEOS                      |
| 245295 - | 2005 CE64                | 9 febbraio 2005  | LINEAR                      |
| 245296 - | 2005 CN64                | 9 febbraio 2005  | Mount Lemmon Survey         |
| 245297 - | 2005 CS68                | 3 febbraio 2005  | LINEAR                      |
| 245298 - | 2005 CX68                | 4 febbraio 2005  | LONEOS                      |
| 245299 - | 2005 CK69                | 7 febbraio 2005  | Kocher, P.                  |
| 245300 - | 2005 CX79                | 1 febbraio 2005  | CSS                         |

## 245301-245400
| Nome     | Designazione provvisoria | Data di scoperta | Scopritore           |
| -------- | ------------------------ | ---------------- | -------------------- |
| 245301 - | 2005 EE6                 | 1 marzo 2005     | Spacewatch           |
| 245302 - | 2005 EG11                | 2 marzo 2005     | CSS                  |
| 245303 - | 2005 EN16                | 3 marzo 2005     | Jarnac               |
| 245304 - | 2005 EZ26                | 3 marzo 2005     | CSS                  |
| 245305 - | 2005 EA28                | 3 marzo 2005     | LINEAR               |
| 245306 - | 2005 EN28                | 3 marzo 2005     | CSS                  |
| 245307 - | 2005 ER34                | 3 marzo 2005     | CSS                  |
| 245308 - | 2005 EA35                | 3 marzo 2005     | Spacewatch           |
| 245309 - | 2005 EX35                | 4 marzo 2005     | CSS                  |
| 245310 - | 2005 EH36                | 4 marzo 2005     | CSS                  |
| 245311 - | 2005 EA37                | 4 marzo 2005     | LINEAR               |
| 245312 - | 2005 EQ37                | 7 marzo 2005     | Junk Bond            |
| 245313 - | 2005 EY40                | 1 marzo 2005     | CSS                  |
| 245314 - | 2005 EH58                | 4 marzo 2005     | Spacewatch           |
| 245315 - | 2005 EP61                | 4 marzo 2005     | LINEAR               |
| 245316 - | 2005 EY65                | 4 marzo 2005     | Mount Lemmon Survey  |
| 245317 - | 2005 EN69                | 4 marzo 2005     | Spacewatch           |
| 245318 - | 2005 EO72                | 2 marzo 2005     | CSS                  |
| 245319 - | 2005 ES73                | 3 marzo 2005     | Spacewatch           |
| 245320 - | 2005 EY75                | 3 marzo 2005     | Spacewatch           |
| 245321 - | 2005 EU81                | 4 marzo 2005     | Spacewatch           |
| 245322 - | 2005 EE82                | 4 marzo 2005     | Spacewatch           |
| 245323 - | 2005 EH85                | 4 marzo 2005     | LINEAR               |
| 245324 - | 2005 EQ87                | 4 marzo 2005     | Mount Lemmon Survey  |
| 245325 - | 2005 EW90                | 8 marzo 2005     | Spacewatch           |
| 245326 - | 2005 EL91                | 8 marzo 2005     | Spacewatch           |
| 245327 - | 2005 EV92                | 8 marzo 2005     | LONEOS               |
| 245328 - | 2005 EQ107               | 4 marzo 2005     | CSS                  |
| 245329 - | 2005 EZ116               | 4 marzo 2005     | Mount Lemmon Survey  |
| 245330 - | 2005 EH128               | 9 marzo 2005     | Spacewatch           |
| 245331 - | 2005 EO133               | 9 marzo 2005     | LINEAR               |
| 245332 - | 2005 EG138               | 9 marzo 2005     | LINEAR               |
| 245333 - | 2005 ED144               | 10 marzo 2005    | Mount Lemmon Survey  |
| 245334 - | 2005 EB147               | 10 marzo 2005    | Mount Lemmon Survey  |
| 245335 - | 2005 EW147               | 10 marzo 2005    | Spacewatch           |
| 245336 - | 2005 EH148               | 10 marzo 2005    | Spacewatch           |
| 245337 - | 2005 ED154               | 7 marzo 2005     | LINEAR               |
| 245338 - | 2005 ED166               | 11 marzo 2005    | Spacewatch           |
| 245339 - | 2005 EP169               | 9 marzo 2005     | CSS                  |
| 245340 - | 2005 EU169               | 8 marzo 2005     | CSS                  |
| 245341 - | 2005 EU174               | 8 marzo 2005     | Spacewatch           |
| 245342 - | 2005 EC178               | 9 marzo 2005     | Spacewatch           |
| 245343 - | 2005 ES181               | 9 marzo 2005     | LINEAR               |
| 245344 - | 2005 EO184               | 9 marzo 2005     | Spacewatch           |
| 245345 - | 2005 EH192               | 11 marzo 2005    | Mount Lemmon Survey  |
| 245346 - | 2005 EB203               | 10 marzo 2005    | Mount Lemmon Survey  |
| 245347 - | 2005 ED212               | 4 marzo 2005     | LINEAR               |
| 245348 - | 2005 EN216               | 8 marzo 2005     | LONEOS               |
| 245349 - | 2005 EL219               | 10 marzo 2005    | Mount Lemmon Survey  |
| 245350 - | 2005 EV219               | 10 marzo 2005    | Mount Lemmon Survey  |
| 245351 - | 2005 EC242               | 11 marzo 2005    | CSS                  |
| 245352 - | 2005 EJ247               | 12 marzo 2005    | LINEAR               |
| 245353 - | 2005 ES250               | 9 marzo 2005     | LINEAR               |
| 245354 - | 2005 EW256               | 11 marzo 2005    | Mount Lemmon Survey  |
| 245355 - | 2005 EL263               | 13 marzo 2005    | Spacewatch           |
| 245356 - | 2005 EY265               | 13 marzo 2005    | CSS                  |
| 245357 - | 2005 EN270               | 13 marzo 2005    | LONEOS               |
| 245358 - | 2005 EF272               | 11 marzo 2005    | Junk Bond            |
| 245359 - | 2005 EO272               | 1 marzo 2005     | CSS                  |
| 245360 - | 2005 EA281               | 10 marzo 2005    | LONEOS               |
| 245361 - | 2005 EH324               | 10 marzo 2005    | CSS                  |
| 245362 - | 2005 EC331               | 9 marzo 2005     | Siding Spring Survey |
| 245363 - | 2005 FW5                 | 31 marzo 2005    | Jarnac               |
| 245364 - | 2005 FS6                 | 30 marzo 2005    | CSS                  |
| 245365 - | 2005 FD14                | 19 marzo 2005    | Siding Spring Survey |
| 245366 - | 2005 GS                  | 1 aprile 2005    | Klet                 |
| 245367 - | 2005 GV5                 | 1 aprile 2005    | Spacewatch           |
| 245368 - | 2005 GW18                | 2 aprile 2005    | Mount Lemmon Survey  |
| 245369 - | 2005 GV31                | 4 aprile 2005    | LINEAR               |
| 245370 - | 2005 GL39                | 4 aprile 2005    | Mount Lemmon Survey  |
| 245371 - | 2005 GR60                | 6 aprile 2005    | LONEOS               |
| 245372 - | 2005 GS68                | 2 aprile 2005    | CSS                  |
| 245373 - | 2005 GH73                | 4 aprile 2005    | CSS                  |
| 245374 - | 2005 GY73                | 4 aprile 2005    | CSS                  |
| 245375 - | 2005 GU77                | 6 aprile 2005    | CSS                  |
| 245376 - | 2005 GC79                | 6 aprile 2005    | CSS                  |
| 245377 - | 2005 GH86                | 4 aprile 2005    | Mount Lemmon Survey  |
| 245378 - | 2005 GD91                | 6 aprile 2005    | Spacewatch           |
| 245379 - | 2005 GJ93                | 6 aprile 2005    | CSS                  |
| 245380 - | 2005 GT99                | 7 aprile 2005    | Mount Lemmon Survey  |
| 245381 - | 2005 GO105               | 10 aprile 2005   | Spacewatch           |
| 245382 - | 2005 GA108               | 10 aprile 2005   | Mount Lemmon Survey  |
| 245383 - | 2005 GS108               | 10 aprile 2005   | Mount Lemmon Survey  |
| 245384 - | 2005 GT109               | 10 aprile 2005   | Spacewatch           |
| 245385 - | 2005 GZ111               | 6 aprile 2005    | LONEOS               |
| 245386 - | 2005 GZ116               | 11 aprile 2005   | Spacewatch           |
| 245387 - | 2005 GG127               | 12 aprile 2005   | LONEOS               |
| 245388 - | 2005 GE129               | 7 aprile 2005    | LONEOS               |
| 245389 - | 2005 GU130               | 8 aprile 2005    | LINEAR               |
| 245390 - | 2005 GS131               | 10 aprile 2005   | Spacewatch           |
| 245391 - | 2005 GW134               | 10 aprile 2005   | Mount Lemmon Survey  |
| 245392 - | 2005 GC162               | 14 aprile 2005   | Spacewatch           |
| 245393 - | 2005 GH162               | 15 aprile 2005   | CSS                  |
| 245394 - | 2005 GV163               | 10 aprile 2005   | Mount Lemmon Survey  |
| 245395 - | 2005 GQ166               | 11 aprile 2005   | Mount Lemmon Survey  |
| 245396 - | 2005 GP171               | 12 aprile 2005   | Mount Lemmon Survey  |
| 245397 - | 2005 GU172               | 14 aprile 2005   | Spacewatch           |
| 245398 - | 2005 GW172               | 14 aprile 2005   | Spacewatch           |
| 245399 - | 2005 GQ178               | 15 aprile 2005   | Spacewatch           |
| 245400 - | 2005 GQ182               | 1 aprile 2005    | Spacewatch           |

## 245401-245500
| Nome           | Designazione provvisoria | Data di scoperta | Scopritore           |
| -------------- | ------------------------ | ---------------- | -------------------- |
| 245401 -       | 2005 GO184               | 10 aprile 2005   | Buie, M. W.          |
| 245402 -       | 2005 GQ184               | 10 aprile 2005   | Buie, M. W.          |
| 245403 -       | 2005 GF207               | 11 aprile 2005   | Spacewatch           |
| 245404 -       | 2005 GV208               | 2 aprile 2005    | CSS                  |
| 245405 -       | 2005 GU214               | 7 aprile 2005    | Spacewatch           |
| 245406 -       | 2005 HF5                 | 30 aprile 2005   | Spacewatch           |
| 245407 -       | 2005 HG9                 | 16 aprile 2005   | Spacewatch           |
| 245408 -       | 2005 JO                  | 3 maggio 2005    | Spacewatch           |
| 245409 -       | 2005 JW4                 | 2 maggio 2005    | Spacewatch           |
| 245410 -       | 2005 JX9                 | 4 maggio 2005    | Veillet, C.          |
| 245411 -       | 2005 JO15                | 3 maggio 2005    | Spacewatch           |
| 245412 -       | 2005 JR18                | 4 maggio 2005    | Mount Lemmon Survey  |
| 245413 -       | 2005 JE22                | 4 maggio 2005    | Durig, D. T.         |
| 245414 -       | 2005 JN24                | 3 maggio 2005    | Spacewatch           |
| 245415 -       | 2005 JV30                | 4 maggio 2005    | Spacewatch           |
| 245416 -       | 2005 JX38                | 7 maggio 2005    | Spacewatch           |
| 245417 Rostand | 2005 JA46                | 9 maggio 2005    | Christophe, B.       |
| 245418 -       | 2005 JX47                | 3 maggio 2005    | Spacewatch           |
| 245419 -       | 2005 JS48                | 3 maggio 2005    | Spacewatch           |
| 245420 -       | 2005 JL52                | 4 maggio 2005    | Spacewatch           |
| 245421 -       | 2005 JW63                | 4 maggio 2005    | Deep Lens Survey     |
| 245422 -       | 2005 JN66                | 4 maggio 2005    | NEAT                 |
| 245423 -       | 2005 JN72                | 8 maggio 2005    | Spacewatch           |
| 245424 -       | 2005 JF74                | 8 maggio 2005    | LONEOS               |
| 245425 -       | 2005 JD76                | 9 maggio 2005    | Mount Lemmon Survey  |
| 245426 -       | 2005 JA84                | 8 maggio 2005    | Spacewatch           |
| 245427 -       | 2005 JL89                | 11 maggio 2005   | Mount Lemmon Survey  |
| 245428 -       | 2005 JW105               | 11 maggio 2005   | Mount Lemmon Survey  |
| 245429 -       | 2005 JR107               | 12 maggio 2005   | Mount Lemmon Survey  |
| 245430 -       | 2005 JM108               | 10 maggio 2005   | Bergisch Gladbach    |
| 245431 -       | 2005 JX108               | 6 maggio 2005    | Deep Lens Survey     |
| 245432 -       | 2005 JN117               | 10 maggio 2005   | Spacewatch           |
| 245433 -       | 2005 JF119               | 10 maggio 2005   | Spacewatch           |
| 245434 -       | 2005 JL120               | 10 maggio 2005   | Spacewatch           |
| 245435 -       | 2005 JZ121               | 10 maggio 2005   | Spacewatch           |
| 245436 -       | 2005 JX132               | 14 maggio 2005   | Spacewatch           |
| 245437 -       | 2005 JT142               | 15 maggio 2005   | NEAT                 |
| 245438 -       | 2005 JS146               | 14 maggio 2005   | LINEAR               |
| 245439 -       | 2005 JZ147               | 15 maggio 2005   | NEAT                 |
| 245440 -       | 2005 JO154               | 4 maggio 2005    | Mount Lemmon Survey  |
| 245441 -       | 2005 JV161               | 8 maggio 2005    | Mount Lemmon Survey  |
| 245442 -       | 2005 JK166               | 11 maggio 2005   | CSS                  |
| 245443 -       | 2005 JP174               | 11 maggio 2005   | Buie, M. W.          |
| 245444 -       | 2005 JZ176               | 8 maggio 2005    | Spacewatch           |
| 245445 -       | 2005 KG1                 | 16 maggio 2005   | Spacewatch           |
| 245446 -       | 2005 KC5                 | 18 maggio 2005   | NEAT                 |
| 245447 -       | 2005 KK5                 | 19 maggio 2005   | Mount Lemmon Survey  |
| 245448 -       | 2005 KH8                 | 21 maggio 2005   | Mount Lemmon Survey  |
| 245449 -       | 2005 KE9                 | 21 maggio 2005   | NEAT                 |
| 245450 -       | 2005 LS                  | 1 giugno 2005    | LONEOS               |
| 245451 -       | 2005 LV                  | 1 giugno 2005    | Bickel, W.           |
| 245452 -       | 2005 LD3                 | 1 giugno 2005    | LINEAR               |
| 245453 -       | 2005 LU10                | 3 giugno 2005    | Spacewatch           |
| 245454 -       | 2005 LK11                | 3 giugno 2005    | Spacewatch           |
| 245455 -       | 2005 LC23                | 8 giugno 2005    | Spacewatch           |
| 245456 -       | 2005 LQ24                | 6 giugno 2005    | Spacewatch           |
| 245457 -       | 2005 LN37                | 11 giugno 2005   | Spacewatch           |
| 245458 -       | 2005 LN43                | 10 giugno 2005   | Spacewatch           |
| 245459 -       | 2005 LQ43                | 10 giugno 2005   | Spacewatch           |
| 245460 -       | 2005 LU46                | 13 giugno 2005   | Spacewatch           |
| 245461 -       | 2005 ME                  | 16 giugno 2005   | Spacewatch           |
| 245462 -       | 2005 MQ12                | 28 giugno 2005   | NEAT                 |
| 245463 -       | 2005 MM14                | 28 giugno 2005   | NEAT                 |
| 245464 -       | 2005 MR30                | 29 giugno 2005   | Spacewatch           |
| 245465 -       | 2005 MN45                | 27 giugno 2005   | Spacewatch           |
| 245466 -       | 2005 MG48                | 29 giugno 2005   | Spacewatch           |
| 245467 -       | 2005 MU52                | 30 giugno 2005   | NEAT                 |
| 245468 -       | 2005 NF                  | 1 luglio 2005    | NEAT                 |
| 245469 -       | 2005 NQ5                 | 3 luglio 2005    | Mount Lemmon Survey  |
| 245470 -       | 2005 NB27                | 5 luglio 2005    | Mount Lemmon Survey  |
| 245471 -       | 2005 NO27                | 5 luglio 2005    | Mount Lemmon Survey  |
| 245472 -       | 2005 NH41                | 4 luglio 2005    | Mount Lemmon Survey  |
| 245473 -       | 2005 NU57                | 5 luglio 2005    | Mount Lemmon Survey  |
| 245474 -       | 2005 NP59                | 9 luglio 2005    | Spacewatch           |
| 245475 -       | 2005 NF64                | 1 luglio 2005    | Spacewatch           |
| 245476 -       | 2005 NJ64                | 1 luglio 2005    | Spacewatch           |
| 245477 -       | 2005 NN66                | 2 luglio 2005    | Spacewatch           |
| 245478 -       | 2005 NO66                | 2 luglio 2005    | Spacewatch           |
| 245479 -       | 2005 NQ93                | 6 luglio 2005    | Spacewatch           |
| 245480 -       | 2005 NM95                | 7 luglio 2005    | Spacewatch           |
| 245481 -       | 2005 NC123               | 5 luglio 2005    | Siding Spring Survey |
| 245482 -       | 2005 OP3                 | 28 luglio 2005   | Broughton, J.        |
| 245483 -       | 2005 OA9                 | 31 luglio 2005   | LINEAR               |
| 245484 -       | 2005 OZ23                | 30 luglio 2005   | NEAT                 |
| 245485 -       | 2005 PP10                | 4 agosto 2005    | NEAT                 |
| 245486 -       | 2005 PF17                | 13 agosto 2005   | Young, J. W.         |
| 245487 -       | 2005 PL18                | 11 agosto 2005   | Broughton, J.        |
| 245488 -       | 2005 QL11                | 25 agosto 2005   | NEAT                 |
| 245489 -       | 2005 QY17                | 25 agosto 2005   | NEAT                 |
| 245490 -       | 2005 QR31                | 23 agosto 2005   | OAM                  |
| 245491 -       | 2005 QZ38                | 25 agosto 2005   | CINEOS               |
| 245492 -       | 2005 QT40                | 26 agosto 2005   | NEAT                 |
| 245493 -       | 2005 QT51                | 27 agosto 2005   | LONEOS               |
| 245494 -       | 2005 QX56                | 29 agosto 2005   | Sposetti, S.         |
| 245495 -       | 2005 QY76                | 30 agosto 2005   | Jarnac               |
| 245496 -       | 2005 QS85                | 30 agosto 2005   | LINEAR               |
| 245497 -       | 2005 QQ102               | 27 agosto 2005   | NEAT                 |
| 245498 -       | 2005 QK144               | 26 agosto 2005   | NEAT                 |
| 245499 -       | 2005 QF156               | 30 agosto 2005   | NEAT                 |
| 245500 -       | 2005 QQ156               | 30 agosto 2005   | NEAT                 |

## 245501-245600
| Nome     | Designazione provvisoria | Data di scoperta  | Scopritore           |
| -------- | ------------------------ | ----------------- | -------------------- |
| 245501 - | 2005 QC157               | 30 agosto 2005    | NEAT                 |
| 245502 - | 2005 QF166               | 29 agosto 2005    | NEAT                 |
| 245503 - | 2005 QL167               | 27 agosto 2005    | NEAT                 |
| 245504 - | 2005 QC169               | 29 agosto 2005    | NEAT                 |
| 245505 - | 2005 QV181               | 31 agosto 2005    | LONEOS               |
| 245506 - | 2005 RV                  | 2 settembre 2005  | Mallorca             |
| 245507 - | 2005 RD24                | 11 settembre 2005 | LONEOS               |
| 245508 - | 2005 RJ24                | 11 settembre 2005 | LONEOS               |
| 245509 - | 2005 RM32                | 13 settembre 2005 | LINEAR               |
| 245510 - | 2005 SK2                 | 23 settembre 2005 | Spacewatch           |
| 245511 - | 2005 SY42                | 24 settembre 2005 | Spacewatch           |
| 245512 - | 2005 SQ54                | 25 settembre 2005 | Spacewatch           |
| 245513 - | 2005 SY56                | 26 settembre 2005 | NEAT                 |
| 245514 - | 2005 SY61                | 26 settembre 2005 | Spacewatch           |
| 245515 - | 2005 SE72                | 23 settembre 2005 | CSS                  |
| 245516 - | 2005 SG72                | 23 settembre 2005 | CSS                  |
| 245517 - | 2005 SE90                | 24 settembre 2005 | Spacewatch           |
| 245518 - | 2005 SR103               | 25 settembre 2005 | NEAT                 |
| 245519 - | 2005 SQ104               | 25 settembre 2005 | Spacewatch           |
| 245520 - | 2005 SM107               | 26 settembre 2005 | CSS                  |
| 245521 - | 2005 SG113               | 26 settembre 2005 | Crni Vrh             |
| 245522 - | 2005 SP124               | 29 settembre 2005 | Spacewatch           |
| 245523 - | 2005 SY144               | 25 settembre 2005 | Spacewatch           |
| 245524 - | 2005 SM153               | 25 settembre 2005 | Spacewatch           |
| 245525 - | 2005 SD167               | 28 settembre 2005 | NEAT                 |
| 245526 - | 2005 SN167               | 28 settembre 2005 | NEAT                 |
| 245527 - | 2005 SY177               | 29 settembre 2005 | Spacewatch           |
| 245528 - | 2005 SG178               | 29 settembre 2005 | CSS                  |
| 245529 - | 2005 SR197               | 30 settembre 2005 | NEAT                 |
| 245530 - | 2005 SE202               | 30 settembre 2005 | NEAT                 |
| 245531 - | 2005 SF208               | 30 settembre 2005 | Spacewatch           |
| 245532 - | 2005 SZ214               | 30 settembre 2005 | CSS                  |
| 245533 - | 2005 SV219               | 27 settembre 2005 | LINEAR               |
| 245534 - | 2005 SX272               | 30 settembre 2005 | LONEOS               |
| 245535 - | 2005 SV281               | 25 settembre 2005 | Spacewatch           |
| 245536 - | 2005 SR285               | 25 settembre 2005 | Becker, A. C.        |
| 245537 - | 2005 TW26                | 1 ottobre 2005    | Mount Lemmon Survey  |
| 245538 - | 2005 TE46                | 2 ottobre 2005    | Siding Spring Survey |
| 245539 - | 2005 TO52                | 12 ottobre 2005   | Molnar, L. A.        |
| 245540 - | 2005 TX75                | 4 ottobre 2005    | NEAT                 |
| 245541 - | 2005 TA86                | 3 ottobre 2005    | LINEAR               |
| 245542 - | 2005 TE88                | 5 ottobre 2005    | LINEAR               |
| 245543 - | 2005 TA105               | 8 ottobre 2005    | LINEAR               |
| 245544 - | 2005 TB167               | 9 ottobre 2005    | Spacewatch           |
| 245545 - | 2005 TC170               | 10 ottobre 2005   | Spacewatch           |
| 245546 - | 2005 TN172               | 12 ottobre 2005   | LONEOS               |
| 245547 - | 2005 TO172               | 12 ottobre 2005   | LINEAR               |
| 245548 - | 2005 TD192               | 7 ottobre 2005    | Mauna Kea            |
| 245549 - | 2005 TE192               | 7 ottobre 2005    | Mauna Kea            |
| 245550 - | 2005 UP5                 | 25 ottobre 2005   | LINEAR               |
| 245551 - | 2005 UU5                 | 27 ottobre 2005   | LINEAR               |
| 245552 - | 2005 UF8                 | 27 ottobre 2005   | Rinner, C.           |
| 245553 - | 2005 UG10                | 21 ottobre 2005   | NEAT                 |
| 245554 - | 2005 UL16                | 22 ottobre 2005   | Spacewatch           |
| 245555 - | 2005 UU54                | 23 ottobre 2005   | CSS                  |
| 245556 - | 2005 UE57                | 24 ottobre 2005   | LONEOS               |
| 245557 - | 2005 UE59                | 24 ottobre 2005   | Spacewatch           |
| 245558 - | 2005 UM74                | 23 ottobre 2005   | NEAT                 |
| 245559 - | 2005 UJ75                | 24 ottobre 2005   | NEAT                 |
| 245560 - | 2005 UD80                | 25 ottobre 2005   | CSS                  |
| 245561 - | 2005 UP81                | 21 ottobre 2005   | NEAT                 |
| 245562 - | 2005 UQ107               | 22 ottobre 2005   | NEAT                 |
| 245563 - | 2005 UF109               | 22 ottobre 2005   | NEAT                 |
| 245564 - | 2005 UE110               | 22 ottobre 2005   | Spacewatch           |
| 245565 - | 2005 UF116               | 23 ottobre 2005   | CSS                  |
| 245566 - | 2005 UQ117               | 24 ottobre 2005   | Spacewatch           |
| 245567 - | 2005 UM127               | 24 ottobre 2005   | Spacewatch           |
| 245568 - | 2005 UR150               | 26 ottobre 2005   | Tucker, R. A.        |
| 245569 - | 2005 UY153               | 26 ottobre 2005   | Spacewatch           |
| 245570 - | 2005 UT155               | 26 ottobre 2005   | NEAT                 |
| 245571 - | 2005 UF160               | 22 ottobre 2005   | CSS                  |
| 245572 - | 2005 US196               | 24 ottobre 2005   | Spacewatch           |
| 245573 - | 2005 UH224               | 25 ottobre 2005   | Spacewatch           |
| 245574 - | 2005 UF252               | 26 ottobre 2005   | LONEOS               |
| 245575 - | 2005 UA254               | 28 ottobre 2005   | Spacewatch           |
| 245576 - | 2005 UL274               | 25 ottobre 2005   | CSS                  |
| 245577 - | 2005 UQ283               | 26 ottobre 2005   | Spacewatch           |
| 245578 - | 2005 UQ336               | 30 ottobre 2005   | Mount Lemmon Survey  |
| 245579 - | 2005 UD343               | 31 ottobre 2005   | CSS                  |
| 245580 - | 2005 UT348               | 23 ottobre 2005   | CSS                  |
| 245581 - | 2005 UM352               | 29 ottobre 2005   | CSS                  |
| 245582 - | 2005 UZ352               | 29 ottobre 2005   | CSS                  |
| 245583 - | 2005 UD354               | 29 ottobre 2005   | Spacewatch           |
| 245584 - | 2005 UG373               | 27 ottobre 2005   | Spacewatch           |
| 245585 - | 2005 UZ380               | 30 ottobre 2005   | Mount Lemmon Survey  |
| 245586 - | 2005 UV384               | 27 ottobre 2005   | NEAT                 |
| 245587 - | 2005 UL391               | 30 ottobre 2005   | Mount Lemmon Survey  |
| 245588 - | 2005 UM399               | 31 ottobre 2005   | Spacewatch           |
| 245589 - | 2005 UX399               | 25 ottobre 2005   | Mount Lemmon Survey  |
| 245590 - | 2005 UD485               | 22 ottobre 2005   | CSS                  |
| 245591 - | 2005 UU492               | 25 ottobre 2005   | CSS                  |
| 245592 - | 2005 US500               | 27 ottobre 2005   | CSS                  |
| 245593 - | 2005 VL15                | 1 novembre 2005   | LINEAR               |
| 245594 - | 2005 VD17                | 3 novembre 2005   | Mount Lemmon Survey  |
| 245595 - | 2005 VW27                | 3 novembre 2005   | Mount Lemmon Survey  |
| 245596 - | 2005 VN72                | 1 novembre 2005   | Mount Lemmon Survey  |
| 245597 - | 2005 VM78                | 6 novembre 2005   | LINEAR               |
| 245598 - | 2005 VW82                | 3 novembre 2005   | Mount Lemmon Survey  |
| 245599 - | 2005 VG110               | 6 novembre 2005   | Mount Lemmon Survey  |
| 245600 - | 2005 VD124               | 5 novembre 2005   | CSS                  |

## 245601-245700
| Nome     | Designazione provvisoria | Data di scoperta | Scopritore          |
| -------- | ------------------------ | ---------------- | ------------------- |
| 245601 - | 2005 VF124               | 6 novembre 2005  | Spacewatch          |
| 245602 - | 2005 WR1                 | 21 novembre 2005 | LINEAR              |
| 245603 - | 2005 WP2                 | 22 novembre 2005 | LINEAR              |
| 245604 - | 2005 WU7                 | 21 novembre 2005 | CSS                 |
| 245605 - | 2005 WG28                | 21 novembre 2005 | Spacewatch          |
| 245606 - | 2005 WK32                | 21 novembre 2005 | Spacewatch          |
| 245607 - | 2005 WE36                | 22 novembre 2005 | Spacewatch          |
| 245608 - | 2005 WP36                | 22 novembre 2005 | Spacewatch          |
| 245609 - | 2005 WF39                | 25 novembre 2005 | Mount Lemmon Survey |
| 245610 - | 2005 WN43                | 21 novembre 2005 | Spacewatch          |
| 245611 - | 2005 WP43                | 21 novembre 2005 | Spacewatch          |
| 245612 - | 2005 WK71                | 21 novembre 2005 | CSS                 |
| 245613 - | 2005 WS71                | 21 novembre 2005 | NEAT                |
| 245614 - | 2005 WR81                | 28 novembre 2005 | LINEAR              |
| 245615 - | 2005 WW98                | 28 novembre 2005 | Mount Lemmon Survey |
| 245616 - | 2005 WU115               | 30 novembre 2005 | LONEOS              |
| 245617 - | 2005 WZ120               | 30 novembre 2005 | Spacewatch          |
| 245618 - | 2005 WP134               | 25 novembre 2005 | Mount Lemmon Survey |
| 245619 - | 2005 WA144               | 30 novembre 2005 | Spacewatch          |
| 245620 - | 2005 WL149               | 28 novembre 2005 | Spacewatch          |
| 245621 - | 2005 WZ160               | 28 novembre 2005 | LINEAR              |
| 245622 - | 2005 WK163               | 29 novembre 2005 | Spacewatch          |
| 245623 - | 2005 WD180               | 21 novembre 2005 | CSS                 |
| 245624 - | 2005 WH182               | 25 novembre 2005 | CSS                 |
| 245625 - | 2005 WM193               | 28 novembre 2005 | CSS                 |
| 245626 - | 2005 WE208               | 25 novembre 2005 | Spacewatch          |
| 245627 - | 2005 XV4                 | 4 dicembre 2005  | LINEAR              |
| 245628 - | 2005 XV16                | 1 dicembre 2005  | Mount Lemmon Survey |
| 245629 - | 2005 XK27                | 6 dicembre 2005  | Healy, D.           |
| 245630 - | 2005 XM47                | 2 dicembre 2005  | Spacewatch          |
| 245631 - | 2005 XR51                | 2 dicembre 2005  | Spacewatch          |
| 245632 - | 2005 XC54                | 4 dicembre 2005  | Spacewatch          |
| 245633 - | 2005 XK55                | 5 dicembre 2005  | CSS                 |
| 245634 - | 2005 XD87                | 10 dicembre 2005 | Spacewatch          |
| 245635 - | 2005 YQ                  | 21 dicembre 2005 | CSS                 |
| 245636 - | 2005 YG6                 | 21 dicembre 2005 | Spacewatch          |
| 245637 - | 2005 YZ8                 | 20 dicembre 2005 | Healy, D.           |
| 245638 - | 2005 YK14                | 22 dicembre 2005 | Spacewatch          |
| 245639 - | 2005 YS20                | 24 dicembre 2005 | Spacewatch          |
| 245640 - | 2005 YA30                | 25 dicembre 2005 | Spacewatch          |
| 245641 - | 2005 YC49                | 22 dicembre 2005 | Spacewatch          |
| 245642 - | 2005 YZ82                | 24 dicembre 2005 | Spacewatch          |
| 245643 - | 2005 YA84                | 24 dicembre 2005 | Spacewatch          |
| 245644 - | 2005 YP95                | 25 dicembre 2005 | Spacewatch          |
| 245645 - | 2005 YY100               | 24 dicembre 2005 | Spacewatch          |
| 245646 - | 2005 YH110               | 25 dicembre 2005 | Spacewatch          |
| 245647 - | 2005 YJ127               | 28 dicembre 2005 | Spacewatch          |
| 245648 - | 2005 YT129               | 24 dicembre 2005 | Spacewatch          |
| 245649 - | 2005 YS131               | 25 dicembre 2005 | Mount Lemmon Survey |
| 245650 - | 2005 YL139               | 28 dicembre 2005 | Spacewatch          |
| 245651 - | 2005 YH143               | 28 dicembre 2005 | Mount Lemmon Survey |
| 245652 - | 2005 YD146               | 29 dicembre 2005 | Mount Lemmon Survey |
| 245653 - | 2005 YH150               | 25 dicembre 2005 | Spacewatch          |
| 245654 - | 2005 YB156               | 25 dicembre 2005 | Mount Lemmon Survey |
| 245655 - | 2005 YM204               | 25 dicembre 2005 | Mount Lemmon Survey |
| 245656 - | 2005 YM209               | 23 dicembre 2005 | LINEAR              |
| 245657 - | 2005 YZ212               | 29 dicembre 2005 | CSS                 |
| 245658 - | 2005 YC215               | 31 dicembre 2005 | LINEAR              |
| 245659 - | 2005 YH257               | 30 dicembre 2005 | Spacewatch          |
| 245660 - | 2005 YB279               | 25 dicembre 2005 | Mount Lemmon Survey |
| 245661 - | 2005 YX280               | 25 dicembre 2005 | Mount Lemmon Survey |
| 245662 - | 2006 AV1                 | 2 gennaio 2006   | Mount Lemmon Survey |
| 245663 - | 2006 AC17                | 5 gennaio 2006   | Spacewatch          |
| 245664 - | 2006 AU31                | 5 gennaio 2006   | CSS                 |
| 245665 - | 2006 AE64                | 7 gennaio 2006   | Mount Lemmon Survey |
| 245666 - | 2006 AO64                | 7 gennaio 2006   | Mount Lemmon Survey |
| 245667 - | 2006 AR82                | 7 gennaio 2006   | CSS                 |
| 245668 - | 2006 AQ84                | 6 gennaio 2006   | LINEAR              |
| 245669 - | 2006 BE2                 | 20 gennaio 2006  | Spacewatch          |
| 245670 - | 2006 BD10                | 19 gennaio 2006  | CSS                 |
| 245671 - | 2006 BF11                | 20 gennaio 2006  | Spacewatch          |
| 245672 - | 2006 BP24                | 23 gennaio 2006  | Mount Lemmon Survey |
| 245673 - | 2006 BP25                | 23 gennaio 2006  | Mount Lemmon Survey |
| 245674 - | 2006 BN27                | 22 gennaio 2006  | Mount Lemmon Survey |
| 245675 - | 2006 BX31                | 20 gennaio 2006  | Spacewatch          |
| 245676 - | 2006 BZ31                | 20 gennaio 2006  | Spacewatch          |
| 245677 - | 2006 BA41                | 21 gennaio 2006  | Mount Lemmon Survey |
| 245678 - | 2006 BV51                | 25 gennaio 2006  | Spacewatch          |
| 245679 - | 2006 BJ82                | 23 gennaio 2006  | Spacewatch          |
| 245680 - | 2006 BL84                | 25 gennaio 2006  | Spacewatch          |
| 245681 - | 2006 BN90                | 25 gennaio 2006  | Spacewatch          |
| 245682 - | 2006 BS91                | 26 gennaio 2006  | Spacewatch          |
| 245683 - | 2006 BU95                | 26 gennaio 2006  | Spacewatch          |
| 245684 - | 2006 BK96                | 26 gennaio 2006  | Spacewatch          |
| 245685 - | 2006 BC116               | 26 gennaio 2006  | Spacewatch          |
| 245686 - | 2006 BR116               | 26 gennaio 2006  | Spacewatch          |
| 245687 - | 2006 BQ129               | 26 gennaio 2006  | Mount Lemmon Survey |
| 245688 - | 2006 BP131               | 26 gennaio 2006  | Mount Lemmon Survey |
| 245689 - | 2006 BD133               | 26 gennaio 2006  | Spacewatch          |
| 245690 - | 2006 BT133               | 26 gennaio 2006  | Mount Lemmon Survey |
| 245691 - | 2006 BV148               | 22 gennaio 2006  | Mount Lemmon Survey |
| 245692 - | 2006 BB158               | 25 gennaio 2006  | Spacewatch          |
| 245693 - | 2006 BC165               | 26 gennaio 2006  | Spacewatch          |
| 245694 - | 2006 BQ167               | 26 gennaio 2006  | Mount Lemmon Survey |
| 245695 - | 2006 BA170               | 26 gennaio 2006  | Mount Lemmon Survey |
| 245696 - | 2006 BT185               | 28 gennaio 2006  | Mount Lemmon Survey |
| 245697 - | 2006 BL187               | 28 gennaio 2006  | Spacewatch          |
| 245698 - | 2006 BM208               | 31 gennaio 2006  | CSS                 |
| 245699 - | 2006 BO219               | 28 gennaio 2006  | LONEOS              |
| 245700 - | 2006 BU224               | 30 gennaio 2006  | Spacewatch          |

## 245701-245800
| Nome     | Designazione provvisoria | Data di scoperta | Scopritore           |
| -------- | ------------------------ | ---------------- | -------------------- |
| 245701 - | 2006 BP244               | 31 gennaio 2006  | Spacewatch           |
| 245702 - | 2006 BC247               | 31 gennaio 2006  | Spacewatch           |
| 245703 - | 2006 BX248               | 31 gennaio 2006  | Spacewatch           |
| 245704 - | 2006 BV264               | 31 gennaio 2006  | Spacewatch           |
| 245705 - | 2006 BJ271               | 31 gennaio 2006  | Spacewatch           |
| 245706 - | 2006 BE274               | 23 gennaio 2006  | Spacewatch           |
| 245707 - | 2006 BG275               | 28 gennaio 2006  | Mount Lemmon Survey  |
| 245708 - | 2006 CD13                | 1 febbraio 2006  | Spacewatch           |
| 245709 - | 2006 CX17                | 1 febbraio 2006  | Spacewatch           |
| 245710 - | 2006 CX22                | 1 febbraio 2006  | Spacewatch           |
| 245711 - | 2006 CF26                | 2 febbraio 2006  | Spacewatch           |
| 245712 - | 2006 CQ33                | 2 febbraio 2006  | Mount Lemmon Survey  |
| 245713 - | 2006 CY33                | 2 febbraio 2006  | Mount Lemmon Survey  |
| 245714 - | 2006 CM44                | 3 febbraio 2006  | Spacewatch           |
| 245715 - | 2006 CL49                | 3 febbraio 2006  | LINEAR               |
| 245716 - | 2006 CQ59                | 6 febbraio 2006  | Mount Lemmon Survey  |
| 245717 - | 2006 CW59                | 6 febbraio 2006  | Mount Lemmon Survey  |
| 245718 - | 2006 CY59                | 6 febbraio 2006  | Spacewatch           |
| 245719 - | 2006 CK66                | 1 febbraio 2006  | Spacewatch           |
| 245720 - | 2006 DO6                 | 20 febbraio 2006 | Spacewatch           |
| 245721 - | 2006 DT7                 | 20 febbraio 2006 | Spacewatch           |
| 245722 - | 2006 DT12                | 21 febbraio 2006 | Mount Lemmon Survey  |
| 245723 - | 2006 DR13                | 22 febbraio 2006 | CSS                  |
| 245724 - | 2006 DA16                | 20 febbraio 2006 | Spacewatch           |
| 245725 - | 2006 DB28                | 20 febbraio 2006 | Spacewatch           |
| 245726 - | 2006 DS29                | 20 febbraio 2006 | Spacewatch           |
| 245727 - | 2006 DV34                | 20 febbraio 2006 | Mount Lemmon Survey  |
| 245728 - | 2006 DO48                | 21 febbraio 2006 | Mount Lemmon Survey  |
| 245729 - | 2006 DX48                | 21 febbraio 2006 | Mount Lemmon Survey  |
| 245730 - | 2006 DU50                | 23 febbraio 2006 | Spacewatch           |
| 245731 - | 2006 DR54                | 24 febbraio 2006 | Spacewatch           |
| 245732 - | 2006 DB64                | 20 febbraio 2006 | CSS                  |
| 245733 - | 2006 DR69                | 20 febbraio 2006 | Mount Lemmon Survey  |
| 245734 - | 2006 DF71                | 21 febbraio 2006 | Mount Lemmon Survey  |
| 245735 - | 2006 DM83                | 24 febbraio 2006 | Spacewatch           |
| 245736 - | 2006 DU107               | 25 febbraio 2006 | Spacewatch           |
| 245737 - | 2006 DT108               | 25 febbraio 2006 | Spacewatch           |
| 245738 - | 2006 DK110               | 25 febbraio 2006 | Spacewatch           |
| 245739 - | 2006 DR115               | 27 febbraio 2006 | Spacewatch           |
| 245740 - | 2006 DK122               | 23 febbraio 2006 | LONEOS               |
| 245741 - | 2006 DM138               | 25 febbraio 2006 | Spacewatch           |
| 245742 - | 2006 DS139               | 25 febbraio 2006 | Spacewatch           |
| 245743 - | 2006 DL140               | 25 febbraio 2006 | Spacewatch           |
| 245744 - | 2006 DC141               | 25 febbraio 2006 | Spacewatch           |
| 245745 - | 2006 DA142               | 25 febbraio 2006 | Spacewatch           |
| 245746 - | 2006 DL143               | 25 febbraio 2006 | Mount Lemmon Survey  |
| 245747 - | 2006 DK145               | 25 febbraio 2006 | Mount Lemmon Survey  |
| 245748 - | 2006 DM153               | 25 febbraio 2006 | Spacewatch           |
| 245749 - | 2006 DD160               | 27 febbraio 2006 | Spacewatch           |
| 245750 - | 2006 DQ162               | 27 febbraio 2006 | Mount Lemmon Survey  |
| 245751 - | 2006 DT181               | 27 febbraio 2006 | Spacewatch           |
| 245752 - | 2006 DY184               | 27 febbraio 2006 | Mount Lemmon Survey  |
| 245753 - | 2006 DZ184               | 27 febbraio 2006 | Mount Lemmon Survey  |
| 245754 - | 2006 DC187               | 27 febbraio 2006 | Spacewatch           |
| 245755 - | 2006 DK193               | 27 febbraio 2006 | Spacewatch           |
| 245756 - | 2006 DM207               | 25 febbraio 2006 | Spacewatch           |
| 245757 - | 2006 EF5                 | 2 marzo 2006     | Spacewatch           |
| 245758 - | 2006 EJ7                 | 2 marzo 2006     | Spacewatch           |
| 245759 - | 2006 EK11                | 2 marzo 2006     | Spacewatch           |
| 245760 - | 2006 ER14                | 2 marzo 2006     | Spacewatch           |
| 245761 - | 2006 EO16                | 2 marzo 2006     | Spacewatch           |
| 245762 - | 2006 EO65                | 5 marzo 2006     | Spacewatch           |
| 245763 - | 2006 EL66                | 5 marzo 2006     | Spacewatch           |
| 245764 - | 2006 FU6                 | 23 marzo 2006    | Mount Lemmon Survey  |
| 245765 - | 2006 FZ7                 | 23 marzo 2006    | Spacewatch           |
| 245766 - | 2006 FW13                | 23 marzo 2006    | Spacewatch           |
| 245767 - | 2006 FF21                | 24 marzo 2006    | Spacewatch           |
| 245768 - | 2006 FW22                | 24 marzo 2006    | Spacewatch           |
| 245769 - | 2006 FR26                | 24 marzo 2006    | Mount Lemmon Survey  |
| 245770 - | 2006 FK38                | 23 marzo 2006    | Spacewatch           |
| 245771 - | 2006 FO38                | 23 marzo 2006    | Spacewatch           |
| 245772 - | 2006 FM50                | 25 marzo 2006    | CSS                  |
| 245773 - | 2006 GY8                 | 2 aprile 2006    | Spacewatch           |
| 245774 - | 2006 GT13                | 2 aprile 2006    | Spacewatch           |
| 245775 - | 2006 GS21                | 2 aprile 2006    | Mount Lemmon Survey  |
| 245776 - | 2006 GX23                | 2 aprile 2006    | Spacewatch           |
| 245777 - | 2006 GD27                | 2 aprile 2006    | Spacewatch           |
| 245778 - | 2006 GY30                | 2 aprile 2006    | Spacewatch           |
| 245779 - | 2006 GF35                | 7 aprile 2006    | LINEAR               |
| 245780 - | 2006 GU41                | 7 aprile 2006    | LONEOS               |
| 245781 - | 2006 GX42                | 9 aprile 2006    | Siding Spring Survey |
| 245782 - | 2006 GJ45                | 7 aprile 2006    | Mount Lemmon Survey  |
| 245783 - | 2006 HP1                 | 18 aprile 2006   | Spacewatch           |
| 245784 - | 2006 HL3                 | 18 aprile 2006   | Spacewatch           |
| 245785 - | 2006 HS6                 | 18 aprile 2006   | LONEOS               |
| 245786 - | 2006 HQ13                | 19 aprile 2006   | NEAT                 |
| 245787 - | 2006 HT15                | 20 aprile 2006   | Spacewatch           |
| 245788 - | 2006 HD18                | 19 aprile 2006   | LONEOS               |
| 245789 - | 2006 HK21                | 20 aprile 2006   | Spacewatch           |
| 245790 - | 2006 HX31                | 19 aprile 2006   | Spacewatch           |
| 245791 - | 2006 HY35                | 20 aprile 2006   | Spacewatch           |
| 245792 - | 2006 HS37                | 21 aprile 2006   | Spacewatch           |
| 245793 - | 2006 HQ38                | 21 aprile 2006   | Spacewatch           |
| 245794 - | 2006 HJ39                | 21 aprile 2006   | Spacewatch           |
| 245795 - | 2006 HA50                | 26 aprile 2006   | Spacewatch           |
| 245796 - | 2006 HM53                | 19 aprile 2006   | CSS                  |
| 245797 - | 2006 HX59                | 24 aprile 2006   | LONEOS               |
| 245798 - | 2006 HJ66                | 24 aprile 2006   | Spacewatch           |
| 245799 - | 2006 HB67                | 24 aprile 2006   | Spacewatch           |
| 245800 - | 2006 HF80                | 26 aprile 2006   | Spacewatch           |

## 245801-245900
| Nome               | Designazione provvisoria | Data di scoperta | Scopritore           |
| ------------------ | ------------------------ | ---------------- | -------------------- |
| 245801 -           | 2006 HL82                | 26 aprile 2006   | Spacewatch           |
| 245802 -           | 2006 HY85                | 27 aprile 2006   | Spacewatch           |
| 245803 -           | 2006 HT87                | 30 aprile 2006   | Spacewatch           |
| 245804 -           | 2006 HH90                | 29 aprile 2006   | Siding Spring Survey |
| 245805 -           | 2006 HC101               | 30 aprile 2006   | Spacewatch           |
| 245806 -           | 2006 HR102               | 30 aprile 2006   | Spacewatch           |
| 245807 -           | 2006 HZ102               | 30 aprile 2006   | Spacewatch           |
| 245808 -           | 2006 HY111               | 29 aprile 2006   | Siding Spring Survey |
| 245809 -           | 2006 HL121               | 30 aprile 2006   | Spacewatch           |
| 245810 -           | 2006 HA125               | 26 aprile 2006   | Spacewatch           |
| 245811 -           | 2006 HF137               | 26 aprile 2006   | Buie, M. W.          |
| 245812 -           | 2006 JM                  | 1 maggio 2006    | Broughton, J.        |
| 245813 -           | 2006 JE2                 | 1 maggio 2006    | LINEAR               |
| 245814 -           | 2006 JC10                | 1 maggio 2006    | Spacewatch           |
| 245815 -           | 2006 JV17                | 2 maggio 2006    | Mount Lemmon Survey  |
| 245816 -           | 2006 JZ20                | 2 maggio 2006    | Spacewatch           |
| 245817 -           | 2006 JH24                | 4 maggio 2006    | Mount Lemmon Survey  |
| 245818 -           | 2006 JA25                | 5 maggio 2006    | Spacewatch           |
| 245819 -           | 2006 JL30                | 3 maggio 2006    | Spacewatch           |
| 245820 -           | 2006 JC33                | 3 maggio 2006    | Spacewatch           |
| 245821 -           | 2006 JE33                | 3 maggio 2006    | Spacewatch           |
| 245822 -           | 2006 JH33                | 3 maggio 2006    | Spacewatch           |
| 245823 -           | 2006 JG36                | 4 maggio 2006    | Spacewatch           |
| 245824 -           | 2006 JX41                | 7 maggio 2006    | Spacewatch           |
| 245825 -           | 2006 JM45                | 8 maggio 2006    | Mount Lemmon Survey  |
| 245826 -           | 2006 JS45                | 8 maggio 2006    | Mount Lemmon Survey  |
| 245827 -           | 2006 JB46                | 9 maggio 2006    | Mount Lemmon Survey  |
| 245828 -           | 2006 JX46                | 2 maggio 2006    | CSS                  |
| 245829 -           | 2006 JK47                | 1 maggio 2006    | LINEAR               |
| 245830 -           | 2006 JE51                | 2 maggio 2006    | Mount Lemmon Survey  |
| 245831 -           | 2006 JG58                | 14 maggio 2006   | NEAT                 |
| 245832 -           | 2006 KQ2                 | 18 maggio 2006   | CSS                  |
| 245833 -           | 2006 KA3                 | 18 maggio 2006   | NEAT                 |
| 245834 -           | 2006 KD13                | 20 maggio 2006   | Spacewatch           |
| 245835 -           | 2006 KP15                | 20 maggio 2006   | Spacewatch           |
| 245836 -           | 2006 KL22                | 20 maggio 2006   | CSS                  |
| 245837 -           | 2006 KT23                | 18 maggio 2006   | NEAT                 |
| 245838 -           | 2006 KB25                | 19 maggio 2006   | Mount Lemmon Survey  |
| 245839 -           | 2006 KS29                | 20 maggio 2006   | Spacewatch           |
| 245840 -           | 2006 KX31                | 20 maggio 2006   | Spacewatch           |
| 245841 -           | 2006 KX45                | 21 maggio 2006   | Mount Lemmon Survey  |
| 245842 -           | 2006 KB46                | 21 maggio 2006   | Mount Lemmon Survey  |
| 245843 -           | 2006 KR60                | 22 maggio 2006   | Spacewatch           |
| 245844 -           | 2006 KX63                | 23 maggio 2006   | Mount Lemmon Survey  |
| 245845 -           | 2006 KF64                | 23 maggio 2006   | Spacewatch           |
| 245846 -           | 2006 KS76                | 24 maggio 2006   | NEAT                 |
| 245847 -           | 2006 KE83                | 20 maggio 2006   | Spacewatch           |
| 245848 -           | 2006 KR101               | 26 maggio 2006   | Spacewatch           |
| 245849 -           | 2006 KJ108               | 31 maggio 2006   | Mount Lemmon Survey  |
| 245850 -           | 2006 KG112               | 31 maggio 2006   | Mount Lemmon Survey  |
| 245851 -           | 2006 KH118               | 25 maggio 2006   | NEAT                 |
| 245852 -           | 2006 KV123               | 28 maggio 2006   | LINEAR               |
| 245853 -           | 2006 LB2                 | 9 giugno 2006    | NEAT                 |
| 245854 -           | 2006 MM8                 | 19 giugno 2006   | Mount Lemmon Survey  |
| 245855 -           | 2006 MG11                | 20 giugno 2006   | NEAT                 |
| 245856 -           | 2006 MX12                | 20 giugno 2006   | CSS                  |
| 245857 -           | 2006 MA13                | 23 giugno 2006   | Ye, Q.-z.            |
| 245858 -           | 2006 OG9                 | 21 luglio 2006   | CSS                  |
| 245859 -           | 2006 OD10                | 21 luglio 2006   | LINEAR               |
| 245860 -           | 2006 OB14                | 21 luglio 2006   | CSS                  |
| 245861 -           | 2006 OD15                | 29 luglio 2006   | Broughton, J.        |
| 245862 -           | 2006 OM17                | 26 luglio 2006   | Siding Spring Survey |
| 245863 -           | 2006 PJ8                 | 13 agosto 2006   | NEAT                 |
| 245864 -           | 2006 PQ15                | 15 agosto 2006   | NEAT                 |
| 245865 -           | 2006 PR15                | 15 agosto 2006   | NEAT                 |
| 245866 -           | 2006 PT17                | 15 agosto 2006   | NEAT                 |
| 245867 -           | 2006 PF20                | 14 agosto 2006   | Siding Spring Survey |
| 245868 -           | 2006 PJ21                | 15 agosto 2006   | NEAT                 |
| 245869 -           | 2006 PD22                | 15 agosto 2006   | NEAT                 |
| 245870 -           | 2006 PQ28                | 14 agosto 2006   | Siding Spring Survey |
| 245871 -           | 2006 PW31                | 14 agosto 2006   | Siding Spring Survey |
| 245872 -           | 2006 PD32                | 15 agosto 2006   | NEAT                 |
| 245873 -           | 2006 PW32                | 15 agosto 2006   | Siding Spring Survey |
| 245874 -           | 2006 PP34                | 10 agosto 2006   | NEAT                 |
| 245875 -           | 2006 PY34                | 12 agosto 2006   | NEAT                 |
| 245876 -           | 2006 PG43                | 14 agosto 2006   | Siding Spring Survey |
| 245877 -           | 2006 QU                  | 17 agosto 2006   | Sárneczky, K.        |
| 245878 -           | 2006 QU8                 | 19 agosto 2006   | Spacewatch           |
| 245879 -           | 2006 QL17                | 17 agosto 2006   | NEAT                 |
| 245880 -           | 2006 QM19                | 17 agosto 2006   | NEAT                 |
| 245881 -           | 2006 QU32                | 22 agosto 2006   | NEAT                 |
| 245882 -           | 2006 QJ36                | 23 agosto 2006   | Ferrando, R.         |
| 245883 -           | 2006 QK38                | 18 agosto 2006   | LINEAR               |
| 245884 -           | 2006 QC45                | 19 agosto 2006   | NEAT                 |
| 245885 -           | 2006 QO50                | 22 agosto 2006   | NEAT                 |
| 245886 -           | 2006 QF52                | 23 agosto 2006   | NEAT                 |
| 245887 -           | 2006 QY53                | 16 agosto 2006   | Siding Spring Survey |
| 245888 -           | 2006 QO56                | 20 agosto 2006   | Spacewatch           |
| 245889 -           | 2006 QH57                | 25 agosto 2006   | Ferrando, R.         |
| 245890 Krynychenka | 2006 QE58                | 25 agosto 2006   | Andrushivka          |
| 245891 -           | 2006 QA60                | 19 agosto 2006   | NEAT                 |
| 245892 -           | 2006 QO63                | 24 agosto 2006   | LINEAR               |
| 245893 -           | 2006 QA76                | 21 agosto 2006   | Spacewatch           |
| 245894 -           | 2006 QH77                | 22 agosto 2006   | NEAT                 |
| 245895 -           | 2006 QJ77                | 22 agosto 2006   | NEAT                 |
| 245896 -           | 2006 QV78                | 23 agosto 2006   | LINEAR               |
| 245897 -           | 2006 QM80                | 24 agosto 2006   | NEAT                 |
| 245898 -           | 2006 QB83                | 27 agosto 2006   | Spacewatch           |
| 245899 -           | 2006 QN84                | 27 agosto 2006   | Spacewatch           |
| 245900 -           | 2006 QX91                | 16 agosto 2006   | NEAT                 |

## 245901-246000
| Nome               | Designazione provvisoria | Data di scoperta  | Scopritore          |
| ------------------ | ------------------------ | ----------------- | ------------------- |
| 245901 -           | 2006 QH98                | 22 agosto 2006    | NEAT                |
| 245902 -           | 2006 QS98                | 22 agosto 2006    | NEAT                |
| 245903 -           | 2006 QH106               | 28 agosto 2006    | CSS                 |
| 245904 -           | 2006 QO110               | 28 agosto 2006    | LONEOS              |
| 245905 -           | 2006 QQ110               | 28 agosto 2006    | LONEOS              |
| 245906 -           | 2006 QT113               | 24 agosto 2006    | NEAT                |
| 245907 -           | 2006 QY114               | 27 agosto 2006    | LONEOS              |
| 245908 -           | 2006 QD115               | 27 agosto 2006    | LONEOS              |
| 245909 -           | 2006 QL131               | 22 agosto 2006    | NEAT                |
| 245910 -           | 2006 QV135               | 28 agosto 2006    | CSS                 |
| 245911 -           | 2006 QJ138               | 16 agosto 2006    | NEAT                |
| 245912 -           | 2006 QL141               | 18 agosto 2006    | NEAT                |
| 245913 -           | 2006 QR146               | 18 agosto 2006    | Spacewatch          |
| 245914 -           | 2006 QY161               | 20 agosto 2006    | Spacewatch          |
| 245915 -           | 2006 QB162               | 20 agosto 2006    | Spacewatch          |
| 245916 -           | 2006 QQ165               | 29 agosto 2006    | CSS                 |
| 245917 -           | 2006 QS171               | 22 agosto 2006    | Buie, M. W.         |
| 245918 -           | 2006 QF185               | 28 agosto 2006    | Spacewatch          |
| 245919 -           | 2006 RX2                 | 12 settembre 2006 | CSS                 |
| 245920 -           | 2006 RG4                 | 12 settembre 2006 | CSS                 |
| 245921 -           | 2006 RT8                 | 12 settembre 2006 | CSS                 |
| 245922 -           | 2006 RY11                | 13 settembre 2006 | NEAT                |
| 245923 -           | 2006 RU12                | 14 settembre 2006 | Spacewatch          |
| 245924 -           | 2006 RJ13                | 14 settembre 2006 | Spacewatch          |
| 245925 -           | 2006 RT15                | 14 settembre 2006 | CSS                 |
| 245926 -           | 2006 RU18                | 14 settembre 2006 | NEAT                |
| 245927 -           | 2006 RG19                | 14 settembre 2006 | Spacewatch          |
| 245928 -           | 2006 RG20                | 15 settembre 2006 | LINEAR              |
| 245929 -           | 2006 RV21                | 15 settembre 2006 | CSS                 |
| 245930 -           | 2006 RZ21                | 15 settembre 2006 | CSS                 |
| 245931 -           | 2006 RW30                | 15 settembre 2006 | LINEAR              |
| 245932 -           | 2006 RP34                | 13 settembre 2006 | NEAT                |
| 245933 -           | 2006 RF47                | 14 settembre 2006 | Spacewatch          |
| 245934 -           | 2006 RT51                | 14 settembre 2006 | Spacewatch          |
| 245935 -           | 2006 RY53                | 14 settembre 2006 | Spacewatch          |
| 245936 -           | 2006 RG64                | 12 settembre 2006 | CSS                 |
| 245937 -           | 2006 RS65                | 14 settembre 2006 | NEAT                |
| 245938 -           | 2006 RB73                | 15 settembre 2006 | Spacewatch          |
| 245939 -           | 2006 RR78                | 15 settembre 2006 | Spacewatch          |
| 245940 -           | 2006 RM79                | 15 settembre 2006 | Spacewatch          |
| 245941 -           | 2006 RL83                | 15 settembre 2006 | Spacewatch          |
| 245942 -           | 2006 RS104               | 15 settembre 2006 | Becker, A. C.       |
| 245943 Davidjoseph | 2006 RZ114               | 14 settembre 2006 | Masiero, J.         |
| 245944 -           | 2006 SH2                 | 16 settembre 2006 | CSS                 |
| 245945 -           | 2006 SX12                | 17 settembre 2006 | Spacewatch          |
| 245946 -           | 2006 SF16                | 17 settembre 2006 | CSS                 |
| 245947 -           | 2006 SK16                | 17 settembre 2006 | Spacewatch          |
| 245948 -           | 2006 SJ19                | 18 settembre 2006 | CSS                 |
| 245949 -           | 2006 SG21                | 16 settembre 2006 | LONEOS              |
| 245950 -           | 2006 SD26                | 16 settembre 2006 | CSS                 |
| 245951 -           | 2006 SO26                | 16 settembre 2006 | LONEOS              |
| 245952 -           | 2006 SO27                | 16 settembre 2006 | CSS                 |
| 245953 -           | 2006 SS36                | 17 settembre 2006 | CSS                 |
| 245954 -           | 2006 SR42                | 18 settembre 2006 | CSS                 |
| 245955 -           | 2006 SA46                | 18 settembre 2006 | LINEAR              |
| 245956 -           | 2006 SW46                | 19 settembre 2006 | CSS                 |
| 245957 -           | 2006 SX48                | 18 settembre 2006 | LONEOS              |
| 245958 -           | 2006 SR51                | 17 settembre 2006 | LONEOS              |
| 245959 -           | 2006 SY55                | 18 settembre 2006 | LINEAR              |
| 245960 -           | 2006 SF57                | 16 settembre 2006 | CSS                 |
| 245961 -           | 2006 SD58                | 18 settembre 2006 | CSS                 |
| 245962 -           | 2006 SE59                | 16 settembre 2006 | CSS                 |
| 245963 -           | 2006 SH65                | 16 settembre 2006 | LONEOS              |
| 245964 -           | 2006 SC75                | 19 settembre 2006 | Spacewatch          |
| 245965 -           | 2006 SU79                | 17 settembre 2006 | CSS                 |
| 245966 -           | 2006 SL84                | 18 settembre 2006 | Spacewatch          |
| 245967 -           | 2006 SC88                | 18 settembre 2006 | Spacewatch          |
| 245968 -           | 2006 SE90                | 18 settembre 2006 | Spacewatch          |
| 245969 -           | 2006 SL95                | 18 settembre 2006 | Spacewatch          |
| 245970 -           | 2006 SZ98                | 18 settembre 2006 | Spacewatch          |
| 245971 -           | 2006 SX107               | 19 settembre 2006 | CSS                 |
| 245972 -           | 2006 SR111               | 22 settembre 2006 | CSS                 |
| 245973 -           | 2006 ST112               | 23 settembre 2006 | Spacewatch          |
| 245974 -           | 2006 SU115               | 24 settembre 2006 | LONEOS              |
| 245975 -           | 2006 SL124               | 19 settembre 2006 | CSS                 |
| 245976 -           | 2006 SH126               | 21 settembre 2006 | LONEOS              |
| 245977 -           | 2006 SV128               | 17 settembre 2006 | CSS                 |
| 245978 -           | 2006 SY131               | 16 settembre 2006 | CSS                 |
| 245979 -           | 2006 SX134               | 20 settembre 2006 | LONEOS              |
| 245980 -           | 2006 SD154               | 20 settembre 2006 | LONEOS              |
| 245981 -           | 2006 SN155               | 22 settembre 2006 | CSS                 |
| 245982 -           | 2006 SW166               | 25 settembre 2006 | Spacewatch          |
| 245983 Machholz    | 2006 SG198               | 26 settembre 2006 | Moletai             |
| 245984 -           | 2006 SX209               | 26 settembre 2006 | Mount Lemmon Survey |
| 245985 -           | 2006 SA213               | 26 settembre 2006 | CSS                 |
| 245986 -           | 2006 SU214               | 27 settembre 2006 | LINEAR              |
| 245987 -           | 2006 SY223               | 25 settembre 2006 | Mount Lemmon Survey |
| 245988 -           | 2006 SM228               | 26 settembre 2006 | Spacewatch          |
| 245989 -           | 2006 SG255               | 26 settembre 2006 | CSS                 |
| 245990 -           | 2006 SF270               | 27 settembre 2006 | Spacewatch          |
| 245991 -           | 2006 SK274               | 27 settembre 2006 | Spacewatch          |
| 245992 -           | 2006 SL278               | 28 settembre 2006 | CSS                 |
| 245993 -           | 2006 SZ279               | 28 settembre 2006 | CSS                 |
| 245994 -           | 2006 SS281               | 18 settembre 2006 | CSS                 |
| 245995 -           | 2006 SN301               | 26 settembre 2006 | CSS                 |
| 245996 -           | 2006 SH303               | 27 settembre 2006 | Spacewatch          |
| 245997 -           | 2006 SX306               | 27 settembre 2006 | Spacewatch          |
| 245998 -           | 2006 SL308               | 27 settembre 2006 | Spacewatch          |
| 245999 -           | 2006 SA319               | 27 settembre 2006 | Spacewatch          |
| 246000 -           | 2006 SC334               | 28 settembre 2006 | Spacewatch          |